# آنتی‌بادی پلی‌کلونال
آنتی‌بادی پلی‌کلونال (pAbs) آنتی‌بادی‌هایی هستند که توسط دودمان‌های مختلف سلول B در داخل بدن (در حالی که آنتی‌بادی‌های مونوکلونال از یک دودمان سلولی تولید می‌شوند) ترشح می‌شوند. آن‌ها مجموعه‌ای از مولکول‌های ایمونوگلوبین هستند که در برابر یک آنتی‌ژن خاص واکنش نشان می‌دهند و هر یک اپی توپی متفاوت را شناسایی می‌کنند.

## تولید
روش عمومی برای تولید آنتی‌بادی پلی کلونال به شرح زیر است:
- آماده‌سازی آنتی‌ژن
- انتخاب همیار و آماده‌سازی
- انتخاب حیوان
- فرایند تزریق
- استخراج سرم خون

برای شروع یک واکنش ایمنی قوی مزدوج آنتی‌ژن/همیار به یک حیوان انتخابی تزریق می‌شود. پس از مجموعه‌ای از تزریق‌ها در بیش از یک طول خاص از زمان، انتظار می‌رود که آنتی‌بادی علیه مزدوج در بدن حیوان ایجاد شده باشد. سپس خون حیوان استخراج شده و بعد از آن برای به دست آوردن آنتی‌بادی مورد نظر خالص سازی می‌شود.
تلقیح بر روی یک پستاندار مناسب، مانند یک موش، خرگوش یا پستانداران بزرگتر که اغلب به خاطر مقدار سرم خونشان که می‌تواند در حجم بیشتری جمع‌آوری شود ترجیح داده می‌شوند، انجام می‌شود. آنتی‌ژن به پستاندار تزریق می‌شود. این کار لنفوسیت‌های B را برای تولید ایمونوگلوبین‌های IgG اختصاصی علیه آنتی‌ژن القا می‌کند. این IgG پلی کلونال از سرم پستانداران تخلیص می‌شود. در مقابل، آنتی‌بادی‌های مونوکلونال از یک دودمان سلولی مشتق شده‌اند.
روش‌های بسیاری برای تولید آنتی‌بادی پلی کلونال در حیوانات آزمایشگاهی وجود دارد. دستورالعمل‌های سازمانی حاکم بر استفاده از حیوانات و فرایندهای مربوط به این روش‌ها به‌طور کلی معطوف به ملاحظات انسانی و به هدایت مناسب برای استفاده از همیار (موادی که اثر مواد دیگر را تغییر می‌دهند در حالی که خودشان وقتی به تنهایی مصرف شوند اگر اثر مسقیمی هم داشته باشند این اثر بسیار کم خواهد بود) است. این شامل انتخاب همیار، مسیرها و جایگاه‌های تزریق، حجم تزریق در هر جایگاه و تعداد جایگاه‌ها در هر حیوان می‌باشد. سیاست‌های سازمانی به‌طور کلی شامل حجم مجاز خون در هر جمع‌آوری و اقدامات احتیاطی از جمله محدودیت‌های مناسب و آرام بخش یا بیهوشی حیوانات است که برای پیشگیری از آسیب به حیوانات یا پرسنل انجام می‌شود.
هدف اصلی از تولید آنتی‌بادی در حیوانات آزمایشگاهی، به دست آوردن تیتر بالا، آنتی‌سرا با میل ترکیبی بالا برای استفاده در آزمایش یا تست‌های تشخیصی می‌باشد. همیارها برای بهبود یا افزایش پاسخ ایمنی به آنتی‌ژن استفاده می‌گردند. اغلب همیارها در محل تزریق یک انبار آنتی‌ژنی را فراهم می‌کنند که اجازه رهایش آهسته آنتی‌ژن به غدد لنفاوی را می‌دهد. همچنین بسیاری از همیارها حاوی چیزی بوده یا به‌طور مستقیم عمل می‌کنند به عنوان مثال:
1. سورفاکتانت‌ها که تغلیظ مولکول‌های آنتی‌ژنهای پروتئینی را روی یک سطح وسیع منجر می‌شوند و
2. مولکول‌های یا ویژگی‌های محرک ایمنی. همیارها به‌طور کلی با آنتی‌ژن‌های پروتئینی محلول برای افزایش تیترهای آنتی‌بادی و ایجاد واکنش طولانی مدت همراه با حافظه مورد استفاده قرار گرفته‌اند. چنین آنتی‌ژن‌هایی به خودی خود معمولاً ایمنی زاهای ضعیفی هستند.

پیچیده‌ترین آنتی‌ژن‌های پروتئینی چند کلون سلول B را در جریان پاسخ ایمنی القا می‌کنند، در نتیجه، پاسخ پلی کلونال است. پاسخ‌های ایمنی به آنتی‌ژن غیرپروتئینی به‌طور کلی ضعیف است یا به وسیلهٔ همیارها افزایش یافته‌است و خاطره‌ای به واسطه آن‌ها ایجاد نمی‌شود. برای تولید مخلوط‌های آنتی‌بادی مونوکلونال نوترکیب خاص، آنتی‌بادی‌ها اخیراً از لنفوسیت‌های B تولید می‌شوند. شرکت بیوتکنولوژی، Symphogen، این نوع از آنتی‌بادی‌ها را برای کاربردهای درمانی تهیه کرده‌است. آن‌ها اولین شرکت تحقیقاتی هستند که به فاز دو کارآزمایی بالینی با مخلوط‌های آنتی‌بادی مونوکلونال رسیده‌اند که این روش تقلیدی از تنوع داروهای آنتی‌بادی پلی کلونال می‌باشد. این محصول مانع از انتقال ویروس و پریون می‌گردد.

### انتخاب حیوانات
حیواناتی که اغلب برای تولید آنتی‌بادی پلی کلونال مورد استفاده قرار می‌گیرند شامل مرغ، بز، خوکچه هندی، همستر، اسب، موش، رت، و گوسفند می‌باشند. با این حال، برای این منظور استفاده از خرگوش بیشتر از سایرحیوانات آزمایشگاهی بوده‌است. انتخاب حیوانات باید بر اساس موارد ذیل باشد:
1. میزان آنتی‌بادی مورد نیاز
2. رابطه بین اهداکننده آنتی‌ژن و تولیدکننده آنتی‌بادی (به‌طور کلی هر چه رابطه فیلوژنتیک دور تر باشد، پتانسیل ایجاد پاسخ آنتی‌بادی با تیتر بالا بیشتر خواهد شد)
3. ویژگی‌های لازم از آنتی‌بادی ای که باید ساخته شود (به عنوان مثال، رده، زیر رده (ایزوتیپ)، ماهیت متصل شدن با کمپلمان)

ایمنی زایی و خون‌گیری با استرس همراه هستند، حداقل زمانی که از خرگوش و جوندگان استفاده می‌شود، و استفاده از حیوانات عاری از پاتوژن ترجیح داده می‌شود. استفاده از چنین حیواناتی می‌تواند به‌طور چشمگیری مرگ و میر ناشی از ارگانیسم‌های بیماری زا (به خصوص پاستورلا مالتوسیدا در خرگوش) را کاهش دهد. به‌طور کلی وقتی از بز یا اسب استفاده می‌شود که مقدار زیادی از آنتی‌سرم مورد نیاز است. بسیاری از محققان به دلیل فاصله فیلوژنتیکی مرغ را به پستانداران ترجیح می‌دهند. جوجه مقادیر بالایی از IgY (IgG) را به زرده تخم مرغ انتقال می‌دهد و برداشت آنتی‌بادی از تخم مرغ نیاز برای روش خونگیری تهاجمی را از بین می‌برد. تخم مرغ یک هفته می‌تواند از حجم خون خرگوش گرفته شده در هفته، حاوی۱۰ برابر آنتی‌بادی بیشتر باشد. با این حال، وقتی از آنتی‌بادی مشتق از مرغ خاصی در ایمونواسی استفاده می‌شود، معایبی وجود دارد. IGY مرغ به قطعه کمپلمان C1 پستانداران متصل نمی‌شود و به عنوان یک آنتی‌بادی رسوب دهنده با استفاده از محلول‌های استاندارد، کاربردی ندارد.
اگر چه اغلب از موش برای تولید آنتی‌بادی مونوکلونال استفاده می‌شود، اندازه کوچک آن‌ها معمولاً در استفاده از آن‌ها برای مقادیر کافی از آنتی‌بادی‌های پلی کلونال، سرمی جلوگیری می‌کند. با این حال، آنتی‌بادی پلی کلونال در موش را می‌توان از آسیت مایع با استفاده از هر یک از روش‌های تولید آسیت جمع‌آوری کرد. هنگام استفاده از خرگوش به دلیل پاسخ آنتی‌بادی شدید باید حیوانات جوان (۳–۲٫۵ کیلوگرم یا ۶٫۵–۵٫۵ پوند) برای ایمنی زایی اولیه استفاده شود. نقطه اوج عملکرد سیستم ایمنی بدن در هنگام بلوغ و پاسخهای اولیه به آنتی‌ژن‌های جدید با افزایش سن کاهش می‌یابد.
استفاده از خرگوش‌های ماده به‌طور کلی ترجیح داده می‌شود زیرا آن‌ها مطیع تر هستند و گزارش شده که یک واکنش ایمنی شدیدتری نبست به نرها در بدن آن‌ها بروز می‌کند. در هنگام استفاده از حیوانات غیرهم خون حداقل دو حیوان برای هر آنتی‌ژن استفاده شود. این اصول شکست کلی بالقوه ناشی از عدم پاسخگویی به آنتی‌ژن از تک تک حیوانات را کاهش می‌دهد.

### آماده‌سازی آنتی‌ژن
اندازه، میزان تجمع و دست نخوردگی نسبی آنتی‌ژنهای پروتئینی همگی می‌توانند به‌طور چشمگیری در کیفیت و کمیت آنتی‌بادی تولید شده تأثیر بگذارند. به‌طور کلی لازم است که پلی پپتید کوچک (کمتر از ۱۰ کیلو دالتون) و آنتی‌ژن‌های غیر پروتئینی کونژوگه شوند یا به پروتئین‌های بزرگتر، ایمنی زا و حامل متصل شوند تا ایمنی زایی افزایش یابد و اپی توپ‌های سلول T فراهم گردد. به‌طور کلی، پروتئین بزرگتر، ایمنی زای بهتری است. پروتئین‌های بزرگتر، حتی در مقادیر کمتر، برای ایجاد یک پاسخ ایمنی رضایت بخش معمولاً منجر به بکارگیری بهتری از سلول‌های پردازش‌کننده آنتی‌ژن می‌شوند. با تزریق پروتئین‌های محلول جمع نشده به جای یک پاسخ آنتی‌بادی رضایت بخش به احتمال زیاد تحمل القا می‌شود.
هموسیانین صدف کوهی (KLH) و آلبومین سرم گاوی دو پروتئین حاملی هستند که به‌طور گسترده‌ای استفاده می‌شوند. پلی ال-لیزین نیز با موفقیت به عنوان پشتوانه برای پپتیدهای استفاده شده‌است. اگر چه استفاده از پلی-ال-لیزین تولید آنتی‌بادی علیه پروتئین‌های بیگانه را کاهش می‌دهد یا از بین می‌برد، ممکن است منجر به شکست تولید آنتی‌بادی القا شده به واسطه پپتید شود. به تازگی، لیپوزوم نیز به‌طور موفقیت آمیزی برای تحویل از پپتیدهای کوچک استفاده شده‌اند و این روش، جایگزینی برای تحویل به وسیلهٔ همیارهای امولسیونی روغنی می‌باشد.

#### مقدار آنتی‌ژن
انتخاب مقدار آنتی‌ژن برای ایمن‌سازی با توجه به خواص آنتی‌ژن و همیار انتخاب شده متفاوت است. به‌طور کلی، برای دریافت آنتی‌بادی تیتر بالا مقادیر میکروگرم تا میلی‌گرمی ازپروتئین‌ها در همیارها مورد نیازاست. دوزآنتی‌ژن به‌طور کلی به جای وزن بدن، با گونه در ارتباط است. اصطلاح «پنجره» از ایمنی زایی در هر گونه گسترده‌است اما آنتی‌ژن بیش از حد یا خیلی کم می‌تواند تحمل، سرکوب یا انحراف ایمنی بدن به ایمنی سلولی به جای یک پاسخ هومورال رضایت بخش را القا کند. سطح آنتی‌ژن پروتئین مطلوب و معمول برای ایمن‌سازی گونه‌های خاص در دامنه‌های زیر گزارش شده‌است:
خرگوش، ۱۰۰۰–۵۰ میکروگرم
موش، ۵۰–۱۰ میکروگرم
خوکچه هندی، ۵۰۰–۵۰ میکروگرم
بز، ۵۰۰۰–۲۵۰ میکروگرم
دوزهای «آماده‌سازی» بهینه در محدوده پائینی هر دامنه می‌باشند.
در حالیکه آنتی‌ژن در بدن کاهش می‌یابد، میل پیوندی منفرد آنتی‌بادی‌های سرمی با زمان (ماه) پس از تزریق مخلوط‌های آنتی‌ژن- همیار افزایش می‌یابد. دوز آنتی‌ژن به‌طور گسترده‌ای مورد استفاده برای «تقویت‌کننده» یا ایمنی زایی ثانویه معمولاً نصف یا مساوی با دوزی است که برای آماده‌سازی استفاده شده‌است. آنتی‌ژن باید از محصولات جانبی مقدماتی و مواد شیمیایی مانند ژل پلی آکریل آمید، SDS، اوره، اندوتوکسین‌ها، ذرات ریز و pH نامناسب به دور باشد.
(مترجم:
Affinity: یا میل پیوندی منفرد به قدرت پیوند یک جایگاه اتصال منفرد از مولکولی خاص (نظیر آنتی‌بادی) و لیگاند آن (نظیر آنتی‌ژن) گفته می‌شود.
Avidity: یا میل پیوندی تام به قدرت کلی واکنش بین دو مولکول نظیر آنتی‌ژن و آنتی‌بادی گفته می‌شود) (منبع: ایمونولوژی سلولی و مولکولی ابوالعباس، ترجمه: دکتر عبدالحسین کیهانی)

#### آنتی‌بادی‌های پپتیدی
هنگامی که یک پپتید برای تولید آنتی‌بادی مورد استفاده قرار می‌گیرد، طراحی مناسب آنتی‌ژن بسیار مهم است. چندین منبع وجود دارد که می‌توانند در طراحی کمک باشند و همچنین شرکت‌های وجود دارند که این خدمت را ارائه می‌کنند. Expay مجموعه‌ای از ابزارهای عمومی را در صفحه ProtScale جمع کرده‌است که برای استفاده به درجه‌ای از دانش کاربر نیاز دارد. به جهت یک ابزار بررسی ساده‌تر ابزار Antigen Profiler در دسترس است که شما را قادر به بررسی تک تک توالی پپتیدی بر اساس اپی توپ مربوطه می‌کند. این کار را با نقشه‌برداری از پایگاه داده ایمونوژن‌هایی انجام می‌دهد که قبلاً برای تولید آنتی‌بادی مورد استفاده قرار گرفته‌اند. در نهایت، به عنوان یک قاعده کلی پپتیدها باید از برخی از معیارهای اساسی تبعیت کنند.
هنگام بررسی پپتیدها برای سنتز و ایمنی زایی، توصیه می‌شود که از اسیدهای آمینه و توالی‌های خاص به علت مشکلات سنتز بالقوه اجتناب شود. این شامل برخی از ویژگی‌های متداول‌تر می‌شود:
تکرارهای بسیار طولانی از یک اسید آمینه (به عنوان مثال RRRR)
جفت‌های سرین (S)، ترئونین (T)، آلانین (A) و والین (V)
پایان یا شروع یک توالی با پرولین (P)
گلوتامین (G) یا آسپارژین (N) در N ترمینال
پپتیدهای سنگین با اسید آمینه‌های آب گریز (به عنوان مثال V, A، L, I و غیره)

#### واکنش پذیری
محققان همچنین باید میزان دست نخوردگی (به شکل طبیعی بودن) آنتی‌ژن‌های پروتئینی را زمانی که به عنوان ایمونوژن استفاده می‌شوند و با آنتی‌بادی تولید شده واکنش می‌دهند را نیز در نظر بگیرند. آنتی‌بادی‌های تهیه شده برای پروتئین‌های دست نخورده با پروتئین‌های دست نخورده واکنش بهتری نشان می‌دهند و آنتی‌بادی‌های تهیه شده برای پروتئین‌های خارج شده از فرم اصلی (دناتوره) با پروتئین‌های دست نخورده واکنش بهتری نشان می‌دهند. اگر آنتی‌بادی‌های استخراج شده باید برای بلات‌های غشایی مورد استفاده قرار بگیرد (که در این پروسه پروتئین تحت شرایط دناچوره شدن قرار می‌گیرد)، پس باید علیه پروتئین‌های دناچوره شده تهیه شود. از سوی دیگر، اگر آنتی‌بادی باید برای برهم کنش با یک پروتئین دست نخورده یا بلاک کردن جایگاه فعال یک پروتئین مورد استفاده قرار گیرد، پس آنتی‌بادی باید علیه پروتئین دست نخورده ساخته شود. همیار اغلب می‌توانند میزان دست نخوردگی پروتئین را تغییر دهند. به‌طور کلی، آنتی‌ژن‌های پروتئینی فرو برده شده در یک همیار امولسیونی روغن در آب آماده، بیشتر از آن‌هایی که در امولسیون آب در روغن قرار گرفته‌اند ساختار پروتئینی طبیعی شان حفظ می‌شود.

#### گند زدایی
آنتی‌ژن همیشه باید با استفاده از تکنیک‌های آماده شود که اطمینان حاصل شود که آن‌ها عاری از آلودگی میکروبی هستند. اغلب فراورده‌های آنتی‌ژن پروتئینی را می‌توان با عبور از یک فیلتر۰٫۲۲ میکرون استریل کرد. زمانیکه از که محصول آماده شده آلوده استفاده شود، اغلب آبسه سپتیک در جایگاه‌های تلقیح حیوانات رخ می‌دهد. این می‌تواند به نارسایی ایمنی زایی در برابر آنتی‌ژن هدف قرار شود.

### همیارها
همیارهای ایمونولوژیک تجاری شده در دسترس زیادی وجود دارند. انتخاب یک یا انواع خاصی از همیار بستگی به این دارد که آیا آن‌ها باید در تحقیق و تولید آنتی‌بادی یا تولید واکسن استفاده شوند. همیارهای با کاربرداستفاده در واکسن تنها نیاز به تولید آنتی‌بادی‌های محافظ و حافظه سیستمیک خوب دارند در حالی که آن‌ها برای تولید محصول آنتی‌سرم نیاز به القای سریع آنتی‌بادی‌های تیتر بالا، میل پیوندی تام بالا دارند. هیچ همیار تکی برای تمام اهداف ایدئال نیست و همگی مزایا و معایب دارند. همیارها به‌طور کلی با عوارض جانبی نامطلوب با شدت و مدت متفاوت همراه می‌باشند. پژوهش روی همیارهای جدید روی مواد متمرکز شده که حداقل سمیت را داشته باشند در حالی که حداکثر تحریک ایمنی حفظ شود. محققان همیشه باید از درد بالقوه و پریشانی مرتبط با استفاده از همیار در حیوانات آزمایشگاهی آگاه باشند. بیشترین همیارهای استفاده شده برای تولید آنتی‌بادی شامل فروند، آلوم، سیستم همیار Ribi و Titermax می‌باشند.

#### همیار فروند
دو نوع اساسی از همیار فروند وجود دارد: همیار کامل فروند (FCA) و همیار ناقص فروند (FIC). FCA یک امولسیون آب در روغن است که آنتی‌ژن را برای دوره انتشار تا ۶ ماه موضعی می‌کند. این ماده از ترکیب روغن معدنی، سورفاکتانت مانید مونلئات و مایکوباکتریوم توبرکلوزیس کشته شده با حرارت، مایکوباکتریوم بوتیریکوم یا عصاره آن‌ها (برای تجمع ماکروفاژها در محل تلقیح) فرموله شده‌است. این همیار قوی هر دوی ایمنی سلولی و هومورال ایمنی با القای ترجیحی آنتی‌بادی ضد اپی توپ از پروتئین دناتوره شده تحریک می‌کند.
اگر چه FCA از لحاظ تاریخی بیشترین همیار استفاده شده محسوب می‌گردد، به دلیل روغن معدنی غیرقابل سوخت و ساز و القای واکنش‌های گرانولوماتوز یکی از سمی‌ترین مواد است. استفاده از آن محدود به حیوانات آزمایشگاهی است و فقط باید با آنتی‌ژن‌های ضعیف استفاده شود. این نباید بیش از یک بار در یک حیوان استفاده شود از آنجا که چندین تزریق FCA می‌تواند واکنش‌های شدید سیستمیک را منجر شود و پاسخ ایمنی را کاهش دهد. همیار فروند ناقص، دارای همان فرمول FCA است اما شامل مایکوباکتریوم یا اجزای آن نیست. FIA معمولاً محدود به دوزهای یادآور آنتی‌ژن است از آن جا که به‌طور معمول برای القای آنتی‌بادی اولیه کمتر از FCA مؤثر است. همیارهای فروند برای ایجاد امولسیون‌های پایدار با نسبت مساوی از آنتی‌ژن آماده مخلوط می‌شوند.

#### سیستم همیار Ribi
همیارهای Ribi امولسیون‌های آب در روغن هستند که در آن آنتی‌ژن با حجم کوچکی از روغن قابل سوخت و ساز (اسکوالن) مخلوط می‌شود که پس از آن با نمک حاوی سورفاکتانت توئین ۸۰ به شکل ذرات کوچک در می‌آید. این سیستم همچنین شامل محصولات مایکوباکتریوم تصفیه شده (فاکتور ریسمانی، اسکلت دیواره سلولی) به عنوان محرک سیستم ایمنی و مونوفسفریل لیپید A می‌باشد. سه نوع مختلف از فرمولاسیون‌های سیستم همیاری در دسترس هستند. این همیارها با غشای سلول‌های ایمنی برهم کنش کرده و منجر به القای سیتوکین می‌گردند که باعث افزایش جذب آنتی‌ژن، پردازش و ارائه آن می‌شود. این سیستم همیاری بسیار کمتر سمی و ضعیف تر از FCA بوده، اما به‌طور کلی باعث القای مقادیر رضایت بخشی از آنتی‌بادی‌های با میل پیوندی تام بالا در برابر آنتی‌ژن‌های پروتئین می‌گردد.

#### تیتر ماکس
Titermax نشان دهنده نسل‌های جدیدی از همیارهایی است که کمتر سمی هستند و حاوی هیچ مواد مشتق شده بیولوژیک نیستند. این بر اساس مخلوط‌هایی از سورفاکتانت است که به صورت خطی، توده‌ها یا زنجیره‌هایی از کوپلیمرهای غیر یونی پلی اکسی پروپیلن و پلی اکسی اتیلن عمل می‌کنند. این کوپلیمرهای سمیت کمتری نسبت به بسیاری دیگر از مواد سورفکتانت دارند و دارای خواص همیار قوی بوده که به نفع کموتاکسی، فعالیت کمپلمان و تولید آنتی‌بادی می‌باشد.
همیار Titermax با یک کوپلیمر میکروذرات آبی در امولسیون روغن را شکل می‌دهد و روغن اسکوالین را قابل سوخت و ساز می‌کند. کوپلیمر یاد شده با ذرات سیلیکا پایدارامولسیون پوشیده شده که این ویژگی امکان تزریق مقادیر زیاد از طیف گسترده‌ای از مواد آنتی‌ژنی را میسر می‌کند. کوپلیمر فعال همیار سطوح آبدوست را شکل می‌دهد، که کمپلمان، سلول‌های ایمنی و افزایش بیان مولکول اصلی سازگاری بافتی کلاس II بر روی ماکروفاژها را فعال می‌کند. Titermax آنتی‌ژن را در یک فرم بسیار غلیظ به سیستم ایمنی بدن ارائه می‌دهد که اغلب منجر به تیتر آنتی‌بادی قابل مقایسه یا بالاتری انسبت به FCA می‌شود.
specol: specol یک همیار آب در روغن است که از فراورده‌های نفتی خالص سازی شده‌است. گزارش شده‌است که القای پاسخ ایمنی آن با همیار فروند در خرگوش و دیگر حیوانات تحقیقاتی قابل مقایسه است، در حالی که آسیب‌های بافتی کمتری را ایجاد می‌کند.

### استفاده‌های دارویی
Fab ایمنی دیگوکسین، قطعه متصل شونده آنتی‌ژنی از آنتی‌بادی‌های پلی کلونال است که همان‌طور که هاپتن به پروتئین متصل می‌شود به مشتق گیاه انگشتدانه متصل می‌شود و برای برگشت خطرات تهدیدکننده حیات یا سمیت digitoxin استفاده می‌گردد.
(مترجم: ایمونولوژیست‌ها به منظور تولید آنتی‌بادی‌های اختصاصی علیه مواد کوچک، قبل از ایمن‌سازی چندین نسخه از این مولکول‌های کوچک را به یک پروتئین یا پلی ساکارید وصل می‌کنند. در این صورت این مواد شیمیایی کوچک را هاپتن و مولکول بزرگی را که به هاپتن وصل می‌شود، حامل می‌نامند. مزدوج هاپتن- حامل، برخلاف هاپتن آزاد، به صورت یک ماده ایمنی زا عمل می‌کند (منبع: ایمونولوژی سلولی و مولکولی ابوالعباس، ترجمه: دکتر عبدالحسین کیهانی).
گلوبولین ایمنی Rho (D) از پلاسمای مخلوط ساخته شده و از اهداکنندگان Rh منفی با آنتی‌بادی برای آنتی‌ژن D ساخته شده‌است. از آن استفاده می‌شود تا با باند شدن به آنتی‌ژن ایمنی غیرفعال را ایجاد کند که مانع از پاسخ ایمنی فعال مادر می‌گردد. فعال شدن سیستم ایمنی مادر به‌طور بالقوه می‌تواند به بیماری همولیتیک نوزادان منجر شود.

### مزایا
مزایای استفاده از آنتی‌بادی پلی کلونال (PAbs) بیش از آنتی‌بادی‌های مونوکلونال است. مهارت‌های فنی مورد نیاز برای تولید آنتی‌بادی پلی کلونال سخت نیست. تولید آن‌ها ارزان بوده و می‌توانند نسبتاً به سرعت تولید شوند، چند ماه برای تولیدشان زمان لازم است. PAbها ناهمگن هستند، که به آن‌ها اجازه می‌دهد تا به طیف گسترده‌ای از اپی توپ آنتی‌ژن متصل شوند. از آنجا که PAbها ازتعداد زیادی از کلون سلول B تولید می‌شود، آن‌ها به احتمال زیاد با موفقیت به یک آنتی‌ژن خاص متصل می‌گردند.
PAbها در محیط‌های مختلف مانند تغییر در pH و غلظت نمک، پایدار باقی می‌ماند که اجازه می‌دهد تا آن‌ها در روش‌های خاصی کاربردی باشند. علاوه بر این، بسته به مقدار مورد نیاز، PAbها می‌توانند در مقادیر زیاد تولید شوند که این مقدار در رابطه با اندازه حیوانی است که برای ساخت آن بکار گرفته شده‌است.